# Rocket from the Tombs
Rocket from the Tombs (ibland förkortat RFTT) är ett amerikanskt rockband som ursprungligen var verksamt från mitten av 1974 till mitten av 1975 i Cleveland, Ohio, USA. Bandet har sedan 2003 spelat med flera olika uppsättningar.

## Historia
Gruppen betecknades som en viktig protopunkgrupp. De var inte så kända under sin ursprungliga tid som band, även om olika medlemmar senare uppmärksammades i Pere Ubu och Dead Boys. Billy Bob Hargus skrev dock att "The Rockets sound är mycket grymmare än Ubu eller Dead Boys."
Bandet spelade sin första konsert den 16 juni 1974 på Viking Saloon i centrala Cleveland. Den ursprungliga uppsättningen bestod av David Thomas (då känd som "Crocus Behemoth", sång, bas), Kim Zonneville (bas, sång), Glenn "Thunderhand" Hach (gitarr, sång) och Tom "Foolery" Clements (trummor).
Gruppens uppsättning varierades mycket. I uppsättningen som kom att kallas den "klassiska" ingick David Thomas, Peter Laughner, Craig Willis Bell (aka Darwin Layne), Gene O'Connor (aka Cheetah Chrome ) och Johnny Madansky (aka "Johnny Blitz").
När gruppen upplöstes bildade medlemmarna tre nya grupper:
- O'Connor och Madansky bildade gruppen Frankenstein tillsammans med sångaren Stiv Bators, som senare blev The Dead Boys.
- Laughner och Thomas bildade den mer experimentella gruppen Pere Ubu med basisten Tim Wright.[3]
- Bell flyttade till Connecticut och startade bandet Saucers.

## Diskografi

### Album
- Rocket Redux (2004)
- Barfly (2011)[4]
- Black Record (2015)[5]

### Livealbum
- When It's Too Late To Die Young (endast nedladdning) (2011)
- Extermination Night (endast nedladdning) (2012)
- Strychnine (endast nedladdning) (2012)

### Andra album
- A Night Of Heavy Music (bootlegkassett) (1975)
- Life Stinks (En större utgåva av A Night Of Heavy Music ) (1990)
- The Day the Earth Met the Rocket from the Tombs (2002)
- Ciao My Shining Star: The Songs of Mark Mulcahy (2009)

### Singel
- "I Sell Soul" / "Romeo & Juliet" (6 april 2010)